# Iacobeni (Suceava)
Iacobeni é uma comuna romena localizada no distrito de Suceava, na região de Bucovina. A comuna possui uma área de 177.51 km² e sua população era de 2168 habitantes segundo o censo de 2007.